# Staniłówka
Staniłówka (ukr. Станилівка, Stanyliwka) – wieś na Podolu, u źródeł rzeki Kotlarki w rejonie pohrebyszczeńskim obwodu winnickiego.
Należała do Wiśniowieckich, Radziwiłłów, Morgulców, Bondarzewskich.
W roku 1918 dziedzic Chojecki zginął z rąk oszalałego tłumu. Dwór rozebrano i miejsce po nim zaorano.